# Гесснер, Саломон
Саломон Гесснер (нем. Salomon Gessner, 1 апреля 1730, Цюрих — 2 марта 1788, там же) — швейцарский поэт, живописец и рисовальщик. Один из мастеров европейского рококо. Писал на немецком языке. В XVIII веке его считали новым Феокритом, обновителем жанра идиллической поэзии.

## Биография
Саломон Гесснер родился в Цюрихе. Отец Саломона, Ганс Конрад Гесснер, был печатником, книготорговцем, издателем и членом Высшего совета Цюриха, его матерью была Эстер Хирцель. С 1736 года и до своей смерти Саломон Гесснер жил в доме «Цум Шванен» по адресу Мюнстергассе, 9 в районе Нидердорф в Цюрихе, который купил его отец.
За исключением некоторого времени (1749—1750), проведённого в Берлине и Гамбурге, где он попал под влияние Рамлера и Хагедорна, Саломон провёл всю жизнь в родном городе.
После обучения на книготорговца в Берлине с 1749 по 1750 год он с помощью отца открыл издательство в Цюрихе, одновременно будучи редактором отцовского периодического издания Montags-Zeitung (Газета по понедельникам), а с 1758 года — членом совета директоров Цюрихской библиотеки.
Затем он обратил внимание на пейзажную живопись и офорт. В это же время он начал писать первые стихи и прозу. Первым из его произведений, привлёкших внимание, была «Песня швейцарца своей вооруженной девушке» (Lied eines Schweizers an sein bewaffnetes Mädchen). Гесснер — автор стихотворений — Gedichte (1762).

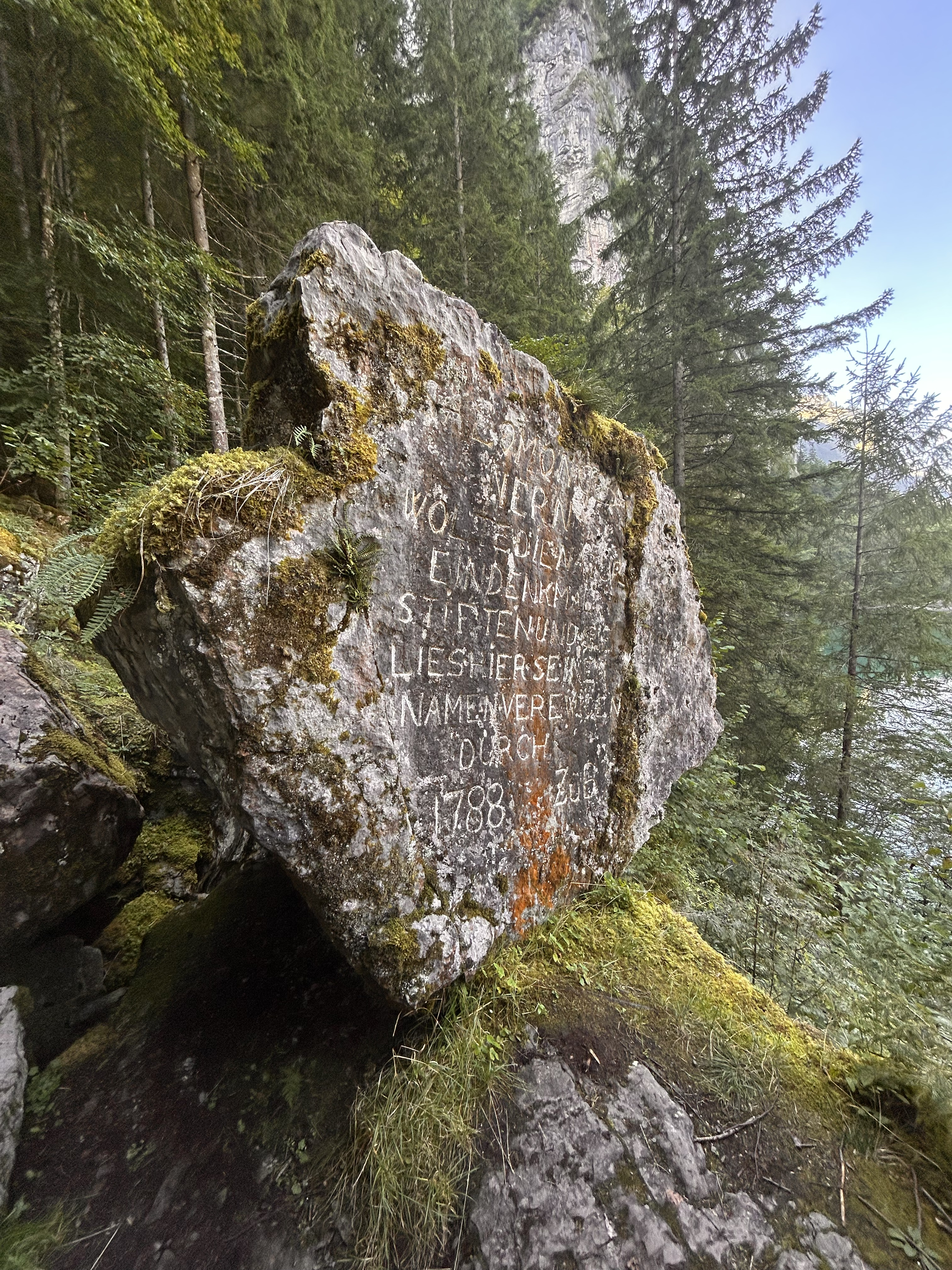
Памятник Гесснеру. Клёнтальское озеро, Швейцария

Его пейзажные рисунки были опубликованы в 1756 году в Цюрихе в качестве иллюстраций к его же «Идиллии» (более позднее издание, включающее 52 идиллии, было опубликовано в 1772 году). В 1758 году Саломон Гесснер опубликовал лирическую прозу «Смерть Авеля», в которой выразил свое недовольство современностью, утрачивающей пасторальные традиции.
«Идиллии» сделали Гесснера одним из известнейших европейских писателей XVIII века. Они были переведены на английский, голландский, португальский, испанский, шведский, чешский и сербский языки. В «Идиллиях» (русский перевод Василия Левшина, М., 1787) Гесснер выступил в качестве тонкого миниатюриста, избегающего излишней вычурности. В несколько абстрактной манере он изобразил «жизнь пастухов и пастушек», этих «детей природы». Карамзин, весьма ценивший Гесснера, дал ему меткую характеристику: Гесснер в восторге пел «невинность, простоту, пастушеские нравы и нежные сердца свирелью восхищал» («Поэзия»).
Сам жанр идиллии, заимствованный Гесснером у Феокрита, нашёл благодатную почву в аркадском вкусе. Его произведения были переведены на многие европейские языки, и его ценили такие великие писатели, как Лессинг, Гердер и Гёте. В Италии он добился большого успеха также благодаря восхищению, которое питал к нему Аурелио Бертола, что выразилось в публикации книги «Elogio a Gesnero» (1780). На итальянский язык произведение в 1790 году переводил сицилиец Маттео Прокопио, профессор итальянской литературы в Штутгартском университете. Восхищение Гесснером передалось и молодому Уго Фосколо, чьи переводы произведений швейцарского поэта можно прочитать среди сочинений, посвященных Костантино Наранци, опубликованных посмертно в 1831 году.
С 1761 года Саломон Гесснер был партнёром издательства «Orell, Gessner & C.», преобразованного в 1770 году в «Orell, Gessner, Füssli & C.», которое было крупнейшим швейцарским издательством того времени. В 1763 году он стал компаньоном и художественным руководителем фарфоровой и фаянсовой мануфактуры в Схорене в Кильхберге. С 1768 по 1777 год был управляющим Эрленбаха, затем Фир-Вахтена и Випкингена; в 1772 году он стал заместителем куратора Школы изящных искусств в Цюрихе. В 1780 году Гесснер основал «Цюрихскую газету» (Zürcher Zeitung) и в следующем году стал управляющим лесами Зиля.
Помимо создания офортов и иллюстраций собственных произведений и изданий произведений других авторов, опубликованных его издательством, Саломон Гесснер написал около сотни пасторальных пейзажей. Он также опубликовал сочинение Briefe über die Landschaftsmalerei («Письма о пейзажной живописи», 1772).
12 января 1780 года он основал «Цюрихскую газету», с 1821 Neue Zürcher Zeitung.

## Галерея

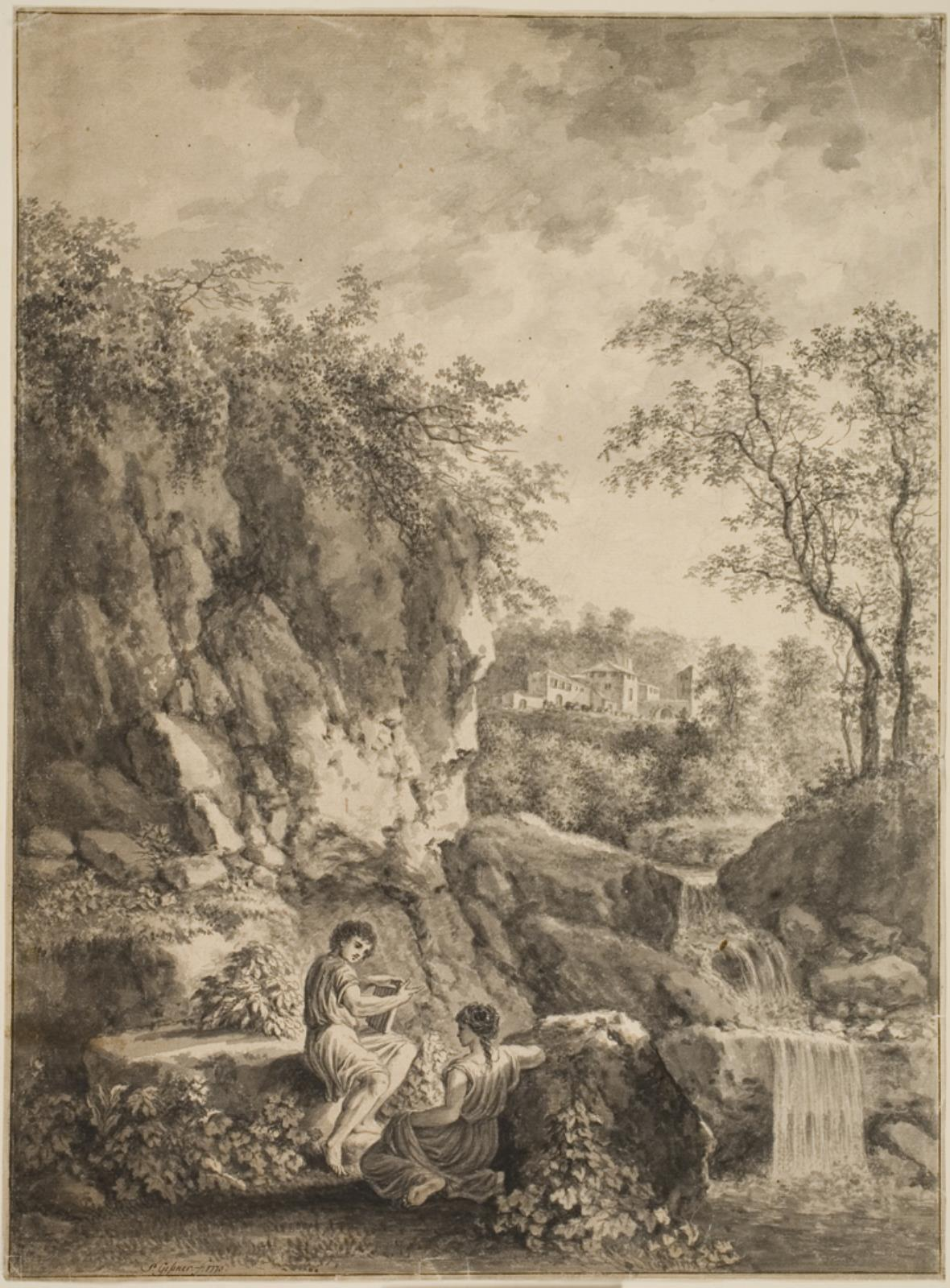
Скалистый пейзаж с ручьём. 1770. Бумага, перо, кисть, тушь. Государственный музей искусств, Копенгаген
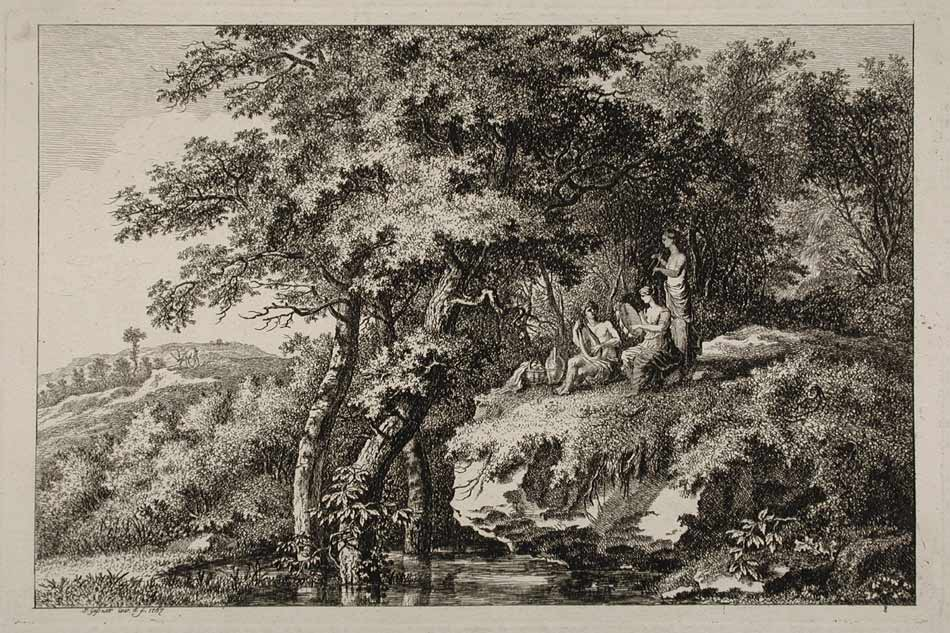
Буколическая сцена. 1767. Бумага, перо, тушь
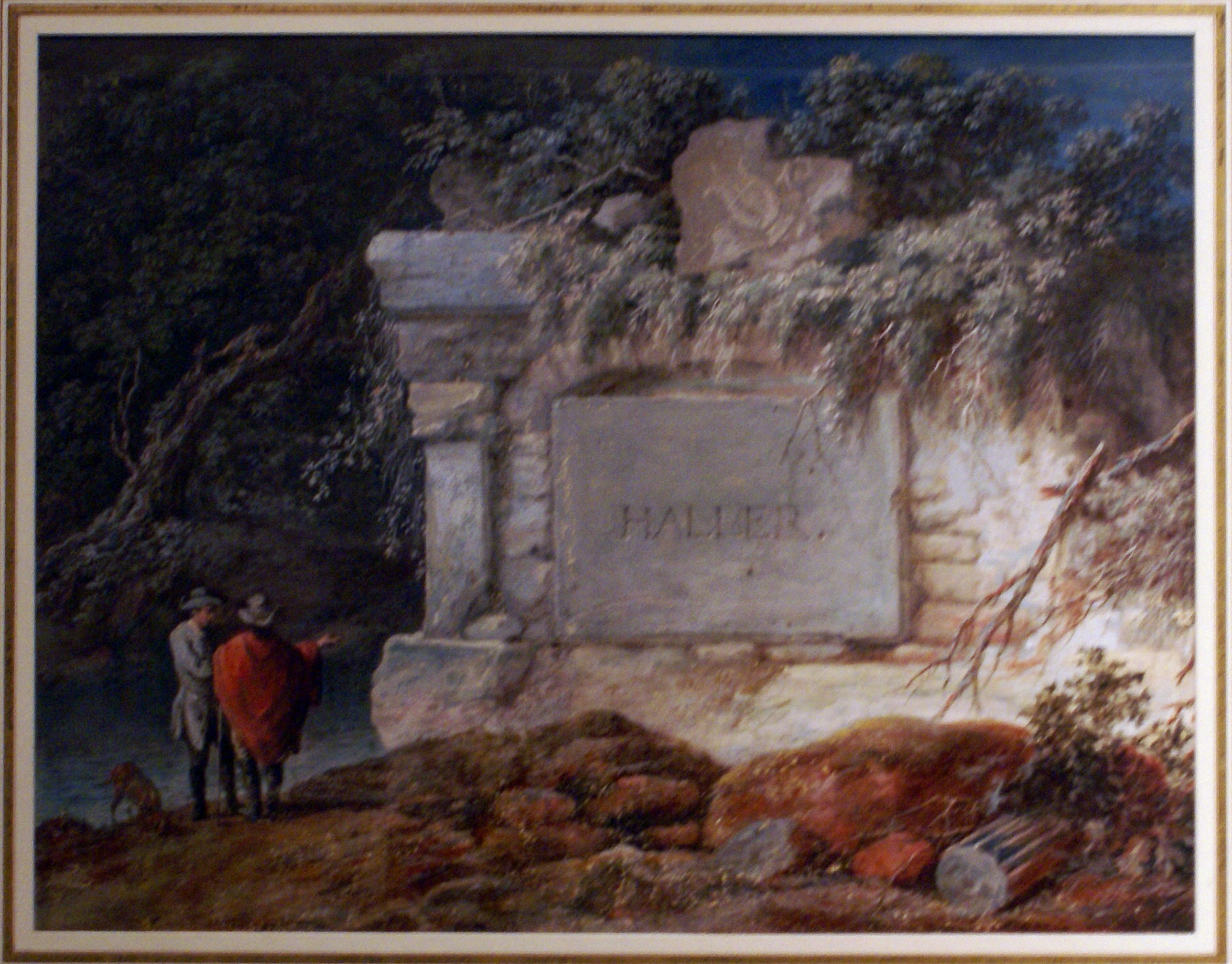
Гробница Галлер, Альбрехт фон Альбрехта фон Галлера. После 1777. Бумага, акварель
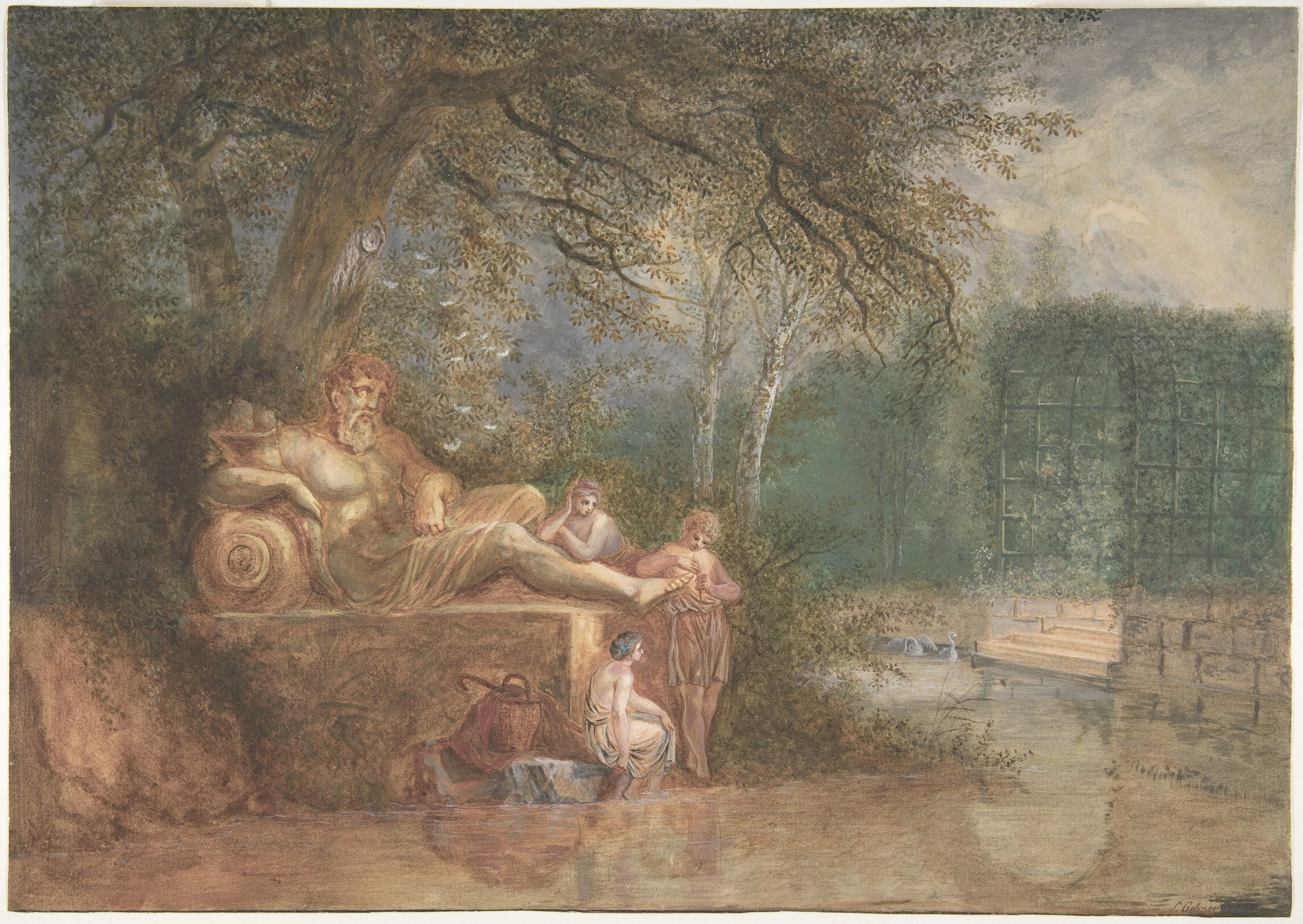
Парк с фигурами и скульптурой. Ок. 1775. Бумага, перо, тушь, акварель, гуашь. Метрополитен-музей, Нью-Йорк
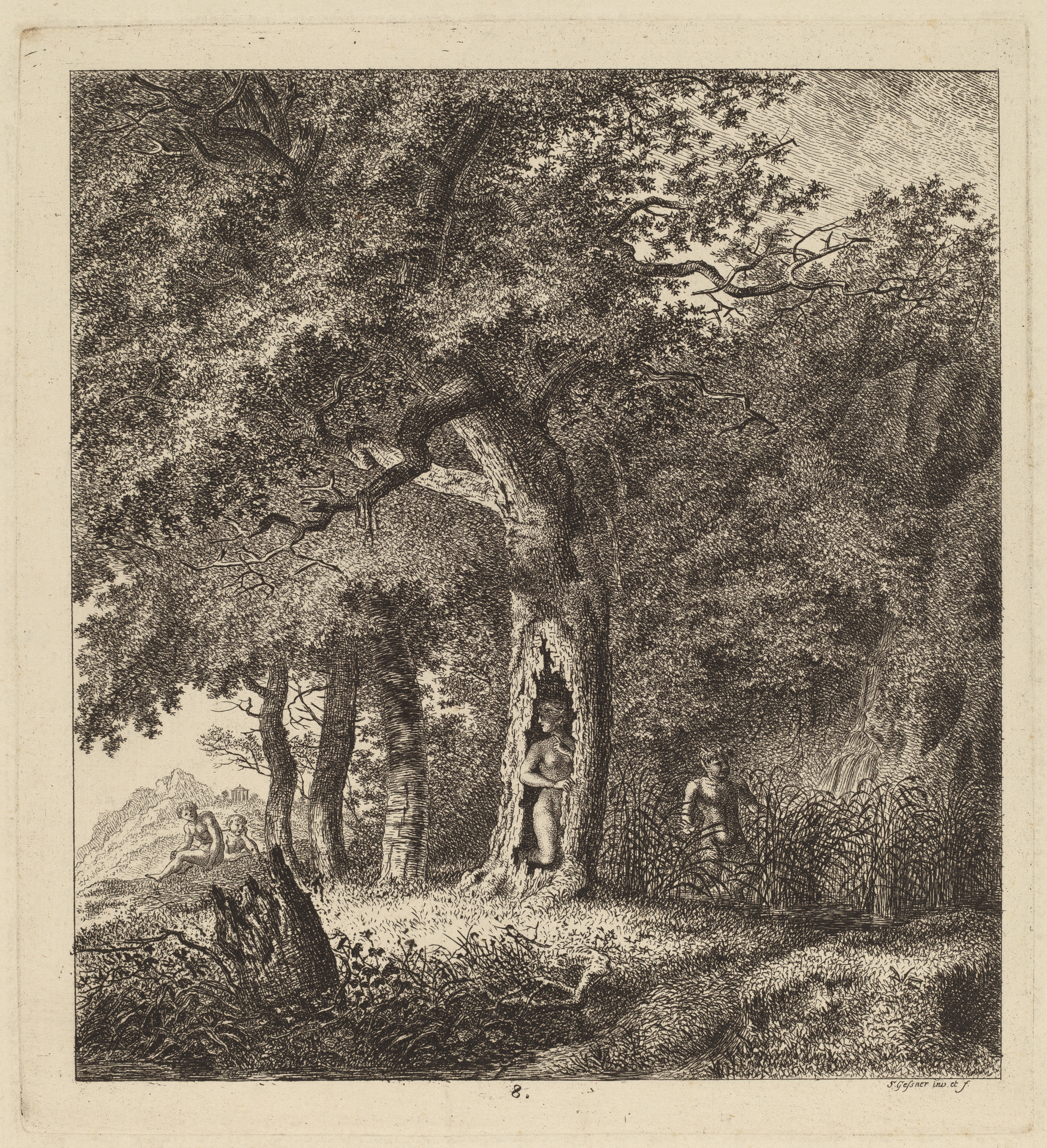
Лесной пейзаж с нимфой и сатиром. 1764. Офорт. Национальная галерея искусства, Вашингтон
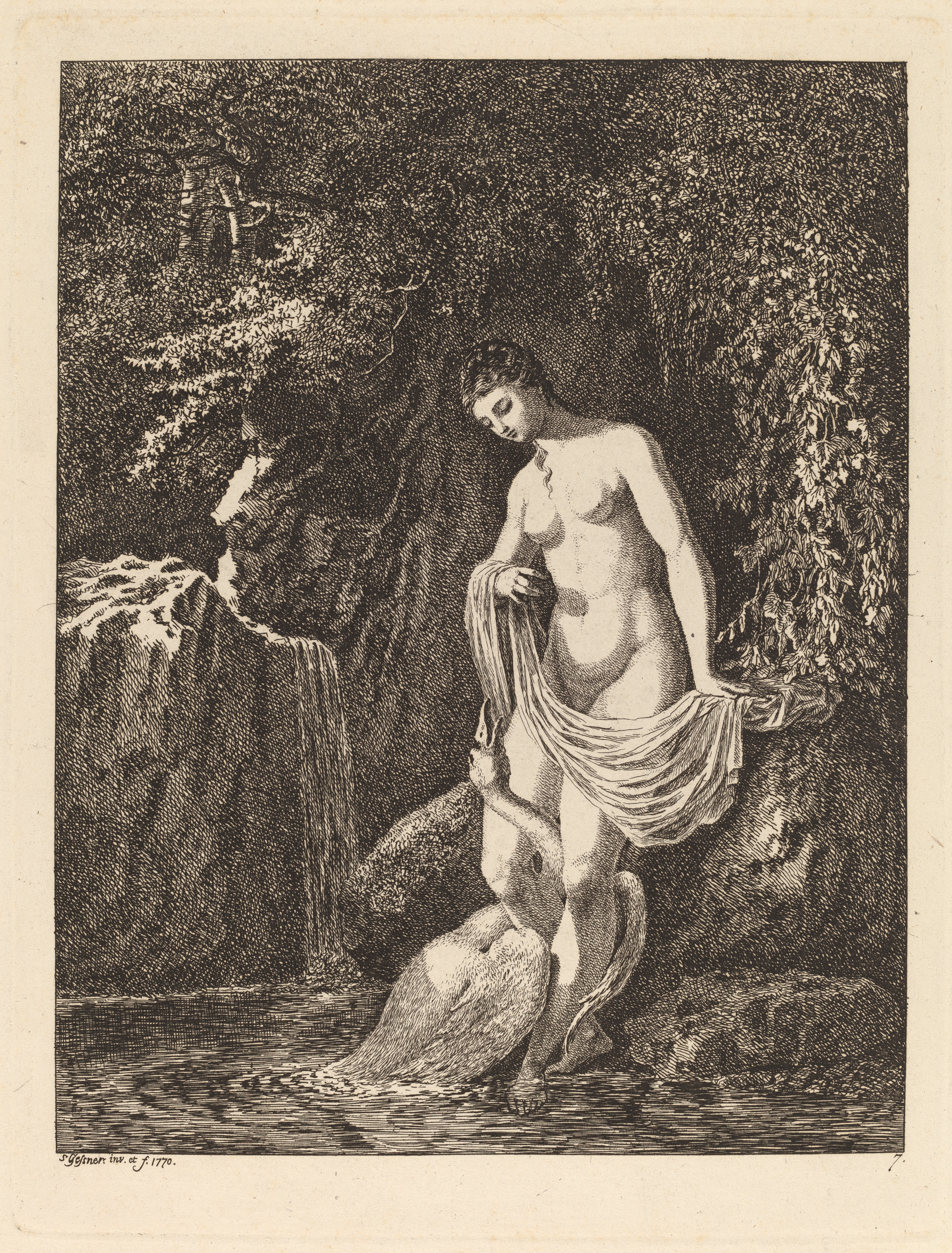
Леда и лебедь. 1770. Офорт. Национальная галерея искусства, Вашингтон